# Every Best Single +3
Pour les articles homonymes, voir Every Best Single.
Albums de Every Little Thing
Time to Destination
(15 avril 1998) Eternity
(15 mars 2000)
Remix par Every Little Thing
The Remixes II
(18 nov. 1998)
Singles
1. Forever Yours
Sortie : 17 juin 1998
2. Necessary
Sortie : 30 septembre 1998
3. Over and Over
Sortie : 27 janvier 1999
4. Someday, Someplace
Sortie : 3 mars 1999

Every Best Single +3 est le premier album compilation du groupe Every Little Thing.

## Présentation
L'album sort le 31 mars 1999 en CD au Japon sur le label  Avex Trax, un an après le précédent album original du groupe, Time to Destination (entre-temps est sorti en novembre son album de remix The Remixes II). L'album atteint la première place du classement des ventes de l'Oricon, et reste classé pendant 55 semaines. Il se vend à plus de deux millions et demi d'exemplaires, et demeure le deuxième album le plus vendu du groupe derrière Time to Destination.
C'est un album compilation qui contient, a peu près dans leur ordre de parution, les chansons-titre des douze premiers singles du groupe, sortis durant les trois années précédentes ; seules les huit premières étaient également parues sur les deux albums originaux sortis auparavant, parfois dans des versions remaniées, et les quatre dernières ne figureront que sur cette compilation. L'album contient trois titres en supplément à la fin (d'où le "+3" dans son titre) : deux instrumentaux, et une chanson inédite, Kimochi, qui est en fait une reprise de la chanson Don't You Worry de la chanteuse Panache figurant sur son mini-album You'll Never Know paru chez avex.
L'album sort aussi dans d'autre pays d'Asie, avec un titre supplémentaire à la fin : All Along, tiré du précédent album. Une autre compilation similaire sortira quatre ans plus tard en 2003 : Every Best Single 2, qui contient les chansons des douze singles suivant. Dix ans plus tard sortira en 2009 la triple compilation Every Best Single - Complete reprenant les chansons des 37 premiers singles du groupe.

## Liste des titres
Toutes les chansons sont écrites et composées par Mitsuru Igarashi, sauf n°13 composée par Ichirō Itō, et n°14 et 16 écrites par Kaori Mochida.
| CD    | CD                                        | CD           | CD    | CD | CD | CD | CD | CD | CD |
| No    | Titre                                     | Origine      | Durée |    |    |    |    |    |    |
| ----- | ----------------------------------------- | ------------ | ----- | -- | -- | -- | -- | -- | -- |
| 1.    | Feel My Heart                             | 1er single   | 4:24  |    |    |    |    |    |    |
| 2.    | Future World                              | 2e single    | 4:07  |    |    |    |    |    |    |
| 3.    | Dear My Friend                            | 3e single    | 3:49  |    |    |    |    |    |    |
| 4.    | For the Moment (For the moment)           | 4e single    | 4:33  |    |    |    |    |    |    |
| 5.    | Deatta Koro no Yō ni (出逢った頃のように) | 5e single    | 4:24  |    |    |    |    |    |    |
| 6.    | Shapes of Love (Shapes Of Love)           | 6e single    | 4:59  |    |    |    |    |    |    |
| 7.    | Time Goes By (Time goes by ...)           | 8e single    | 5:11  |    |    |    |    |    |    |
| 8.    | Face the Change (Face the change...)      | 7e single    | 4:21  |    |    |    |    |    |    |
| 9.    | Forever Yours (FOREVER YOURS)             | 9e single    | 4:57  |    |    |    |    |    |    |
| 10.   | Necessary (NECESSARY)                     | 10e single   | 3:47  |    |    |    |    |    |    |
| 11.   | Someday, Someplace                        | 12e single   | 4:32  |    |    |    |    |    |    |
| 12.   | Over and Over                             | 11e single   | 4:44  |    |    |    |    |    |    |
| 13.   | (When) Will It Rain (Instrumental)        | Titre inédit | 2:37  |    |    |    |    |    |    |
| 14.   | Kimochi (キモチ)                          | Titre inédit | 4:05  |    |    |    |    |    |    |
| 15.   | Dedicate (Instrumental)                   | Titre inédit | 2:51  |    |    |    |    |    |    |
| 63:28 |                                           |              |       |    |    |    |    |    |    |

| Piste bonus de l'édition asiatique | Piste bonus de l'édition asiatique | Piste bonus de l'édition asiatique | Piste bonus de l'édition asiatique | Piste bonus de l'édition asiatique | Piste bonus de l'édition asiatique | Piste bonus de l'édition asiatique | Piste bonus de l'édition asiatique | Piste bonus de l'édition asiatique | Piste bonus de l'édition asiatique |
| No                                 | Titre                              | Origine                            | Durée                              |                                    |                                    |                                    |                                    |                                    |                                    |
| ---------------------------------- | ---------------------------------- | ---------------------------------- | ---------------------------------- | ---------------------------------- | ---------------------------------- | ---------------------------------- | ---------------------------------- | ---------------------------------- | ---------------------------------- |
| 16.                                | All Along (All along)              | de l'album Time to Destination     | 4:34                               |                                    |                                    |                                    |                                    |                                    |                                    |
| 68:02                              |                                    |                                    |                                    |                                    |                                    |                                    |                                    |                                    |                                    |